# Йосип Щросмайер
Йосип Юрай Щросмайер (на хърватски: Josip Juraj Strossmayer или Štrosmajer) е хърватски католически епископ, теолог и меценат, изтъкнат политически и обществен деятел.

## Биография
Става доктор по философия (в Семинарията в Джаково, 1838), следва теология в Теологическия факултет, Будапеща (доктор по теология, Виена, 1842), преподава теология от 1840 г. в Семинарията в Дяково. През 1847 – 1849 е каплан при императорския двор и духовен директор (Spiritualdirektor) на Духовната академия Фринтанеум във Виена. Назначен е за рашки епископ в Джаково през 1849 г. – утвърден през 1850 г. от папа Пий IX, а през 1851 г. става апостолски (папски) администратор на католиците в Сърбия. През 1859 г. изпраща писмо до папа Пий IX, в което настоява богослужението във всички хърватски епархии да се извършва на славянски език и в духовните семинарии в Далмация да се въведе изучаването на старославянския език (глаголицата).
Посвещава се на борбата за самостоятелност на Хърватия в рамките на Австро-унгарската империя.
Епископ Щросмайер е сред основателите на Югославската академия на науките и изкуствата в Загреб (1867) и на Хърватския университет в Загреб (1874). Щросмайер е вдъхновен за създаването академията от подобни институции в Европа и сам прави големи материални дарения за нейното създаване. Към академията се обособява и картинна галерия, след като Щросмайер дарява богатата си лична сбирка. Създаването на модерен университет, който да отговаря на нуждите на времето, е стар проект на Щросмайер, за който той пледира още от средата на XIX век. Подобно на академията, епископът дарява големи суми и за основаването на университета. Създаването на тези две институции изиграва ключова роля в утвърждаването на град Загреб като особено значимо културно средище в регионален мащаб и главен град на хърватските земи.
Известен е като голям благотворител – за построяване на училища, издръжка на бедни студенти, издаване на книги. Подпомага издаванието на „Monumenta Slavorum Meridionalium“ на Августин Тайнер (Augustin Theiner). Построява със собствени средства катедралата в Джаково (1866-1882). Спомагател със 70 000 тогавашни гроша на братя Миладинови за изданието на „Български народни песни“ – сборникът е издаден в Загреб през 1861 и е посветен на Йосип Щросмайер, за което Константин Миладинов му пише благодарствено писмо.
През 1860 г. е утвърден за член на Държавния съвет на Австрия като един от тримата хърватски представители. Ратува за обединението на Православната и Католическата църкви и подкрепя униатското движение в част от българските земи през 1860 г.
Участва активно в Първия ватикански църковен събор (държи реч на 2 юни 1870), проведен през 1869—1870 г. Като последен от австро-унгарските епископи приема едва през 1872 г. новата догма за непогрешимостта на папата, в която вижда препятствие за разбирателството между католици и православни.
Епископ Йосип прави изложение до папския държавен секретар, в което одобрява Руско-турската освободителна война и по-късно се застъпва за Санстефанска България. Подпомага лечението на ранени български войници по време на Сръбско-българската война (1885), като изпраща на Българския червен кръст чрез министър-председателя Петко Каравелов 200 флоринта.
През 1881 г. по повод на енцикликата „Grande munus“ (30 септември 1880) в чест на св. св. Кирил и Методий отслужва тържествена литургия на славянски език в римската базилика „Сан Клементе“ и държи проповед. На кардиналския му сан попречва ветото на Виенския двор.
Негов приятел е руският религиозен философ Владимир Соловьов (†1900), чест гост в дома му. 
През 1884 г. е избран за почетен член на Българското книжовно дружество (БАН). През 2005 г. сдружение „Епископ Йосип Щросмайер“ взима решение да бъде построен негов паметник в София, на ул. „Йосип Щросмайер“. На 3 септември 2012 г. за времето между 16.30 и 20.30 ч. паметникът е осквернен от неизвестни вандали. Постаментът му е надраскан с надписи, които изразяват етническа и религиозна омраза. Надписите са написани със спрей неграмотно.

## Памет
На Йосип Щросмайер е наречена улица в София (Карта).

## Трудове
- A. Špitelak (Hrsg.), Reden, Vorschläge und Erklärungen auf dem Vatikanischen Konzil, Zagreb 1929
- F. Šišić (Hrsg.), Korespondencija Raški-Štosmajer, 4 t., Zagreb 1928-1931
- F. Šišić, Josip Juraj Štrosmajer, Dokumenti i korespondencija, I, Zagreb 1933